# Municipio de Villa de Reyes
El municipio de Villa de Reyes es uno de los 59 municipios que constituyen el estado mexicano de San Luis Potosí. Se encuentra localizado en el suroeste del estado, aproximadamente a 45 kilómetros de la ciudad de San Luis Potosí. Cuenta con una extensión territorial de 1,041.09 km².

## Descripción geográfica

### Ubicación
Villa de Reyes se localiza en el suroeste del estado entre las coordenadas geográficas 21º 48’ de latitud norte, y 100º 56’ de longitud oeste; a una altitud promedio de 1820 metros sobre el nivel del mar.
Limita al este con el municipio de Santa María del Río; al noreste con el municipio de Zaragoza; al norte con el municipio de San Luis Potosí; al oeste con el municipio de Villa de Arriaga, y al sur con el municipio de San Felipe, en el estado de Guanajuato.
Villa de Reyes, cabecera del municipio, se encuentra en la ubicación 21°48′27″N 100°56′17″O / 21.80750, -100.93806.

### Orografía e hidrografía
Su orografía es plana con excepción del noroeste del municipio donde se levanta la sierra de San Miguelito con una elevación de 2,780 m s. n. m. Sus suelos se formaron en la era Mesozoica, y su uso principalmente es ganadero, forestal y agrícola. El municipio pertenece a la región hidrológica El Salado. Cuenta con un sistema hidrológico muy abundante. Sus recursos son proporcionados principalmente por el río Santa María, los arroyos: el Paso Hondo, río Altamira, el Fuerte, Tierra Nueva, Enramadas, el Grande; así como manantiales importantes, algunos mantos acuíferos y varias presas, las más importantes son: La Providencia, San Isidro, Plan de San Luis, Golondrinas, Cabras, Dolores de Jesús, San Vicente, Boca de Santiago. Cuenta con 2 lagunas, la de Abajo y la de Arriba.

### Clima
Al este y sureste presenta seco semi templado; al sur y norte encontramos seco templado; y al noroeste seco semicálido, y no posee cambio térmico invernal bien definido. La temperatura media anual es de 19.5 °C, la máxima se registra en el mes de mayo (35 °C) y la mínima se registra en enero (3 °C). La temporada de lluvias se produce en el verano, contando con una precipitación media de 360 milímetros.
Según la clasificación climática de Köppen el clima de Villa de Reyes corresponde a la categoría BSk, (semiárido frío o estepario).

## Demografía
La población total del municipio de Villa de Reyes es de 52 912 habitantes, lo que representa un crecimiento promedio de 1.2% anual en el período 2010-2020 sobre la base de los 46 898 habitantes registrados en el censo anterior. Al año 2020 la densidad del municipio era de 51,88 hab/km².
| Gráfica de evolución demográfica de Municipio de Villa de Reyes entre 2000 y 2020 |
|                                                                                   |
| Fuente: Instituto Nacional de Estadística Geografía e Informática                 |

En el año 2010 estaba clasificado como un municipio de grado bajo de vulnerabilidad social, con el 17.50% de su población en estado de pobreza extrema.
La población del municipio está mayoritariamente alfabetizada (9.49% de personas analfabetas al año 2010), con un grado de escolarización en torno de los 6.5 años. Solo el 0.32% de la población se reconoce como indígena.
El 97.29% de la población profesa la religión católica. El 1.20% adhiere a las iglesias Protestantes, Evangélicas y Bíblicas.

### Localidades
Según el censo de 2010, la población del municipio se distribuía entre 138 localidades, de las cuales 115 eran pequeños núcleos urbanos de menos de 500 habitantes.
Las localidades con mayor número de habitantes y su evolución poblacional son:
| Localidad                               | Población 2010 | Población 2020 |
| Total Municipio                         | 46 898         | 52 912         |
| Alberto Carrera Torres                  | 1109           | 1228           |
| San José de Bledos                      | 1852           | 2027           |
| Carranco                                | 1918           | 2046           |
| Ejido Gogorrón (Exhacienda de Gogorrón) | 1548           | 1836           |
| El Centenario                           | 539            | 668            |
| El Mirador                              | 614            | 713            |
| El Rosario                              | 3121           | 3321           |
| El Tejocote de San Miguel               | 587            | 547            |
| Emiliano Zapata                         | 1460           | 1625           |
| Estancia de Calderón                    | 1055           | 1046           |
| Guadiana                                | 871            | 854            |
| Laguna de San Vicente                   | 2762           | 3554           |
| La Presa (La Presita)                   | 758            | 930            |
| La Ventilla                             | 1776           | 1768           |
| Machado                                 | 653            | 629            |
| Ojo de Agua del Gato                    | 458            | 542            |
| Palomas                                 | 655            | 782            |
| Pardo                                   | 2224           | 2815           |
| Rodrigo                                 | 1284           | 1580           |
| San Lorenzo                             | 521            | 512            |
| San Miguel                              | 882            | 1017           |
| Saucillo                                | 1731           | 2197           |
| Socavón (El Carmen)                     | 1588           | 1538           |
| Villa de Reyes (Cabecera municipal)     | 10 383         | 12 017         |

## Economía
Según los datos relevados en 2010, 4978 personas desarrollaban su actividad en la industria manufacturera, 3617 personas estaban empleadas en el sector primario (agricultura, ganadería, aprovechamiento forestal, pesca y caza) y 1915 personas en el comercio minorista. Estos rubros concentraban la actividad de aproximadamente las dos terceras partes de las 15 567 personas que ese año formaban la población económicamente activa del municipio.
Según el número de unidades activas relevadas en 2019, los sectores más dinámicos son el comercio minorista, la elaboración de productos manufacturados, y en menor medida la prestación de servicios de alojamiento temporal y de preparación de alimentos y bebidas.
según datos del censo económico 2019 los sectores económicos que concentraron más unidades económicas

## Educación y salud
En 2010, el municipio contaba con escuelas preescolares, primarias, secundarias, 7 escuelas de educación media (bachilleratos), dos escuelas técnicas y una escuela de formación para el trabajo. Contaba con 14 unidades destinadas a la atención de la salud, con un total de 39 personas como personal médico.

El 30% de la población, (14 252 personas), no habían completado la educación básica, carencia social conocida como rezago educativo. El 23.4%, (11 118 personas) carecían de acceso a servicios de salud.

## Cultura

### Sitios de interés
- Templo Parroquial de San Francisco
- Casa de Félix María Calleja
- Pozo del Carmen en Gogorrón Viejo
- Santuario de Nuestra Señora de Guadalupe
- Exhacienda de don Pedro Gogorrón
- Exhacienda de la Ventilla
- Exhacienda de Bledos
- El Jardín de San Miguel (Balneario)
- El Centro Vacacional Gogorrón
- La antigua hacienda
- Exhacienda Calderón
- Exhacienda Jesús María
- Exhacienda de Pardo
- Picacho de Bernalejo
- Camino Real Tierra a Dentro (Camino de la plata)

### Fiestas
Fiestas civiles
- Feria del Queso.
- Aniversario de la Independencia de México: 16 de septiembre.
- Aniversario de la Revolución mexicana: El 20 de noviembre.
- FEREVILLA (Feria Regional de Villa de Reyes): 20 a 25 de diciembre.

Fiestas religiosas
- Semana Santa  (especialmente el miércoles Santo a la imagen del Sr. de la Paz
- Día de la Santa Cruz: 3 de mayo y fines de semana posteriores posteriores
- Fiesta patronal en honor de San Francisco de Asís: del 25 de septiembre al 4 de octubre.
- Día de Muertos: 1 y 2 de noviembre.
- 22  de Noviembre fiesta de santa Cecilia
- Fiesta en honor de la Virgen de Guadalupe: del 3 al 12 de diciembre.

## Gobierno
De conformidad con el artículo 115 de la Constitución Política de los Estados Unidos Mexicanos, cuenta con un gobierno representativo y democrático.